# Södra Vings distrikt
Södra Vings distrikt är ett distrikt i Ulricehamns kommun och Västra Götalands län. 
Distriktet ligger väster om Ulricehamn. 

## Tidigare administrativ tillhörighet
Distriktet inrättades 2016 och utgörs av socknen Södra Ving i Ulricehamns kommun. 
Området motsvarar den omfattning Södra Vings församling hade vid årsskiftet 1999/2000.